# Talonneur (rugby à XV)
Pour les articles homonymes, voir Talonneur.
Talonneur (en anglais : hooker) est un poste de rugby à XV, le joueur ayant cette fonction porte généralement le numéro 2. 

## Description du poste

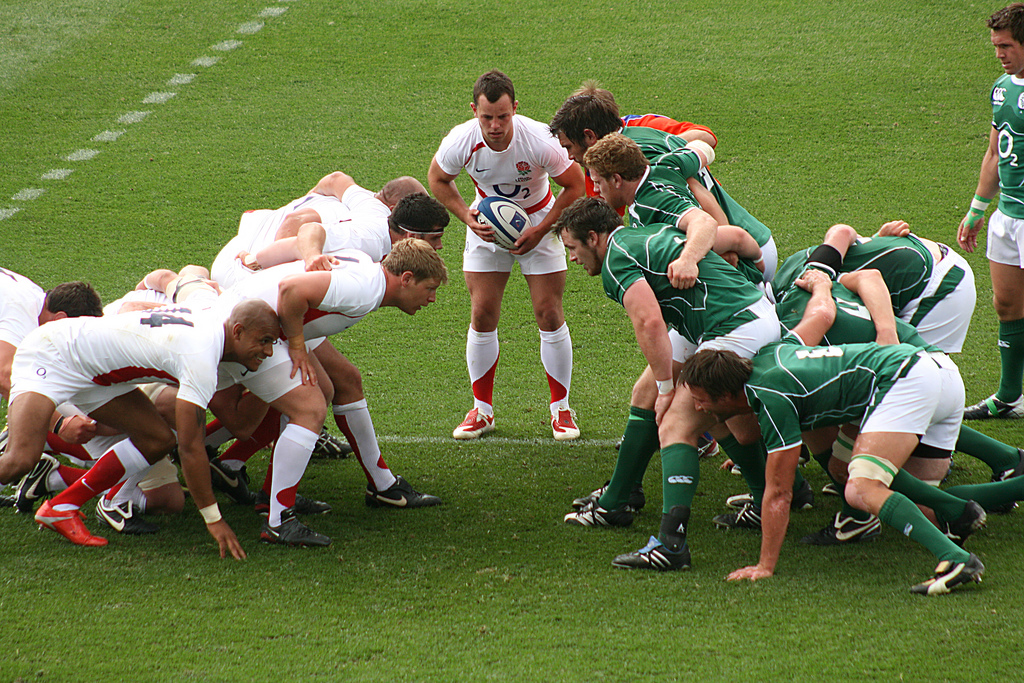
Les talonneurs, entourés des piliers, se font face avant l'entrée en mêlée

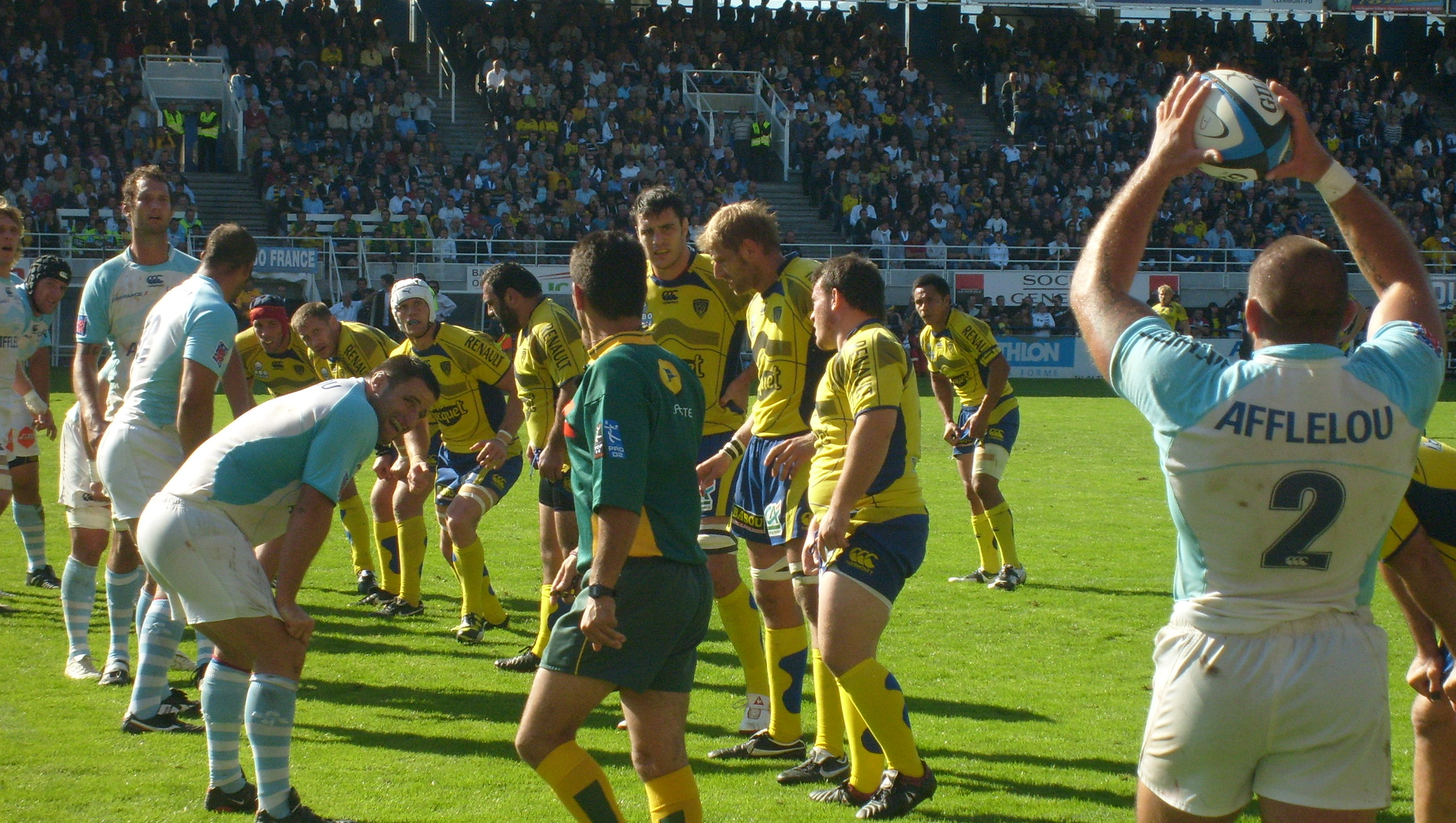
Le talonneur lance le ballon lors des remises en jeu, dites « touches »

C'est un joueur de première ligne, placé entre les deux piliers en mêlée fermée et chargé de talonner le ballon lors de cette phase de jeu après son introduction par le demi de mêlée.
De nos jours, le talonneur est également dans la plupart des équipes celui qui remet le ballon en jeu lors des touches, étant généralement le moins utile dans l'alignement (cette responsabilité était autrefois dévolue au demi de mêlée).
Si leur puissance est nécessaire pour les épreuves de force que constituent les mêlées, ils sont également utilisés dans le jeu pour percuter la défense au ras du regroupement et faire reculer les adversaires.
Le poste de talonneur constitue l'un des postes clés, il fait partie de la colonne vertébrale d'une équipe de rugby (2, 8, 9, 10, 15). Il commande l'entrée en mêlée et son enjeu principal, la domination à l'impact conditionnée par la synchronisation des poussées de l'ensemble du pack. Il effectue le talonnage en mêlée assurant la conquête du ballon sur cette phase de jeu. Le talonnage est une phase complexe car lorsque le pack est sous pression durant l’épreuve de force, le fait de talonner implique que le talonneur stoppe sa poussée et laisse ses coéquipiers résister à 7 contre 8 (il n'est pas rare de voir des mêlées basculer à ce moment-là).  Par la technicité et la synchronisation de son lancer avec les blocs de saut en touche, il est un maillon essentiel de la conquête dans ce secteur de jeu.

## Joueurs emblématiques
Voici une liste de joueurs ayant marqué leur poste, membres du temple de la renommée World Rugby ou élus meilleurs joueurs du monde World Rugby :
- Ronnie Dawson
- Sean Fitzpatrick
- Farah Palmer
- John Smit
- Keith Wood